# يوم برزة
يوم برزة لكنانة على سليم .قال أبو عُبيدة: لما قَتلت بنو سليم: ربيعَة بن مُكدم فارسَ كنانة ورجعوا، أقاموا ما شاء الله. ثم إن ذا التاج مالكَ بن خالد بن صَخر بن الشّريد - واسم الشريد عمرو، وكانت بنو سليم قد توجوا مالكاً وأمَروه عليهم - غزا بني كنانة، فأغار على بني فِراس ببَرْزة، ورئيسُ بني فِراس عبدُ الله بن جذل الطعان. فدعا عبدُ الله إلى البِراز، فبرز إليه هندُ بن خالد بن صَخْر بن الشرًيد، فقال له عبدُ اللّه: مَن أنت؟ قال: أنا هِندُ بن خالد بن صَخر. فقال عبدُ الله: أخوك أسن منك، يُريد مالكَ بن خالد. فَرجع فأحضر أخاه، فبَرز له، فجعل عبدُ الله ابن جِذلَ يرتحز ويقول:ادْنُ بني قِرْف القِمَعْ ... إنّي إذا الموتُ كَنَعْ
لا أستغيثُ بالجَزَعْ
ثم شَدّ على مالك بن خالد فقتله فبرز إليه أخوه كرز بن خالد بن صخر، فشد عليه عبد الله بن جِذل فقتله أيضاً. فشدّ عليه أخوهما عمرو بنُ خالد بن صَخْر بن الشَّريد، فتخالفا طَعْنتين، فجرح كُلُّ واحد منهما صاحبَه وتحاجزا. وكان عمرو قد نهى أخاه مالكاً عن غَزو بني فِراس، فعصاه وانصرف للغَزْو عنهم. فقال عبدُ الله بن جذل:
تجنبتُ هِنداً رغبةً عن قتاله ... إِلى مالكٍ أَعْشُو إلى ضَوْء مالِك
فأيقنت أنّي ثائرُ ابن مُكَدَّم ... غَداتئذ أو هالك في الهَوالك
فأنفذتُه بالرُّمح حينَ طَعنتُه ... مُعانقةً ليست بطَعْنة باتِك
وأثنى لكُرز في الغبار بطَعْنة ... عَلَتْ جِلْدَه منها بأحمَر عاتك
قتلنا سُليماً غَثَّها وسَمِينها ... فصبراً سُليماً قد صَبرنا لذلك
فإن تك نِسواني بَكَين فقد بَكت ... كما قد بَكَتْ أمٌّ لكُرز ومالك
وقال عبد الله بنْ جِذل أيضاً:
قَتلنا مالكاً فبَكَوْا عليه ... وهل يُغْني مِن الجَزع البُكاء؟
وكُرْزاً قد تَركناه صريعاً ... تَسيل علَى تَرائبه الدِّماء
فإنْ تَجزع لذاك بنو سليم ... فقدوا أبيهم غُلب العَزاء
فصبراً يا سليم كما صَبرنا ... وما فِيكم لواحدنا كِفاء
فلا تَبْعد ربيعةُ من نَديم ... أخو الهُلاك إن ذُمّ الشِّتاء
وكم مِن غارة ورَعِيل خَيْل ... تَدَاركها وقد حَمِس اللِّقاء